# Henri Didot
Henri Didot (1765-1852) (* Paris, 15 de Julho de 1765 † Paris, 8 de Julho de 1852) foi gravador, fundidor e fabricante de equipamentos, filho mais velho de Pierre-François Didot (1731-1795), também conhecido como Pierre, o Velho. Henri Didot foi também o responsável pela fabricação do papel moeda que circulou durante a Revolução Francesa. Notabilizou-se pela fabricação de tipos de caracteres minúsculos que ele criou aos 66 anos de idade.

## Obras
- Voyage du jeune Anacharsis en Grèce... par l'Abbé Barthélemy, Cinquième édition (pour paraître en avril 1817)
- Maximes et réflexions morales du duc de la Rochefoucauld .
- Quinti Horatii Flacci Opera

## Família Didot
- François Didot (1689-1757)
- François-Ambroise Didot (1730-1804)
- Pierre-François Didot, o Velho (1731-1795)
- Pierre Didot, o Jovem (1761-1853)
- Firmin Didot (1764-1836)
- Saint-Léger Didot (1767-1829)
- Pierre-Nicolas-Firmin Didot (1769-1836)
- Ambroise-Firmin Didot[3] (1790-1876)
- Hyacinthe-Firmin Didot (1794-1880)
- Jules Didot (1794-1871)
- Edouard Didot (1797-1825)
- Alfred Firmin-Didot[4] (1828-1913)